# 法齊奧山
法齊奧山（英語：Mount Fazio），是南極洲的山峰，位於維多利亞地的彭內爾海岸，處於托賓山西南端，海拔高度2,670米，美國地質調查局根據測量和美國海軍拍攝的空中照片繪入地圖，現時由南極條約體系管理。